# Tiffany van Soest
Tiffany Lynn van Soest (ur. 20 marca 1989 w Torrance) – amerykańska kick-boxerka, zawodniczka muay thai oraz karateczka, mistrzyni interkontynentalna WBC Muaythai w wadze super koguciej, mistrzyni organizacji Lion Fights w wadze piórkowej i superkoguciej oraz GLORY w wadze superkoguciej.

## Kariera sportowa

### Kick-boxing / Muay thai
W 2010 została amatorską mistrzynią USA w boksie tajskim, natomiast w 2011 zawodowo zadebiutowała pokonując Ukrainkę Ołenę Owczynnikową przez techniczny nokaut wskutek kontuzji. 31 października 2012 została interkontynentalną mistrzynią WBC Muaythai w wadze superkoguciej wygrywając z rodaczką Jeri Sitzes na punkty.
26 lipca 2013 zdobyła pas organizacji Lion Fight w wadze piórkowej, pokonując przed czasem Brytyjkę Lucy Payne. Tytuł straciła 7 lutego 2014 na rzecz Australijki Caley Reece, przegrywając z nią niejednogłośnie na punkty. 23 listopada 2014 uległa Holenderce Denise Kielholtz na punkty w walce o mistrzostwo Enfusion.
27 marca 2015 odzyskała tytuł Lion Fights wagi piórkowej pokonując Brytyjkę Bernise Alldis, natomiast 31 lipca 2015 obroniła tenże tytuł zwyciężając Polkę Martynę Król na punkty. 29 stycznia 2016 zdobyła drugi pas Lion Fights kategorii superkoguciej, wygrywając z Kanadyjką Ashley Nichols.
10 grudnia 2016 wygrała turniej GLORY, gdzie stawką było inauguracyjne mistrzostwo w wadze superkoguciej. W finale pokonała Francuzkę Amel Dehby jednogłośnie na punkty, stając się pierwszą mistrzynią organizacji GLORY. 
25 sierpnia 2017 obroniła tytuł GLORY pokonując przez TKO w czwartej rundzie Meryem Uslu. 
1 grudnia 2017 przegrała z Francuską Anissą Meksen jednogłośnie na punkty, tracąc tym samym mistrzostwo GLORY.
9 marca 2019 ponownie zmierzyła się o mistrzostwo z Meksen, przegrywając po raz drugi na punkty.

### MMA
18 czerwca 2011 zadebiutowała w MMA, przegrywając z Chinką Jin Tang. Drugą zawodową walkę stoczyła 23 września 2016 na gali Invicta FC 19 z Kal Holliday którą również przegrała przez poddanie. 20 maja 2017 wygrała pierwszą zawodową walkę w formule MMA pokonując jednogłośnie na punkty Christine Ferea na gali Invicta FC 23.

## Osiągnięcia[9]
Kick-boxing / Muay thai:
- 2010: amatorska mistrzyni USA IAMTF w wadze piórkowej
- 2012: interkontynentalna mistrzyni WBC Muaythai w wadze superkoguciej (-55,3 kg)
- 2013–2014: mistrzyni Lion Fight w wadze piórkowej (-56,7 kg)
- 2015: mistrzyni Lion Fight w wadze piórkowej
- 2016: mistrzyni Lion Fight w wadze superkoguciej (-54,4 kg)
- 2016: GLORY Super Bantamweight Grand Prix – 1. miejsce w turnieju wagi superkoguciej
- 2016–2017: mistrzyni świata GLORY w wadze superkoguciej

Shōrin-ryū karate:
- United States Karate Association (USKA):
  - mistrzyni stanu Kalifornia
  - mistrzyni USA
  - mistrzyni świata